# William Moore (Leichtathlet)
William Moore (William Craig Moore; * 5. April 1890 in Fulham, London Borough of Hammersmith and Fulham; † 12. Mai 1960 in Worthing) war ein britischer Mittel- und Langstreckenläufer.
Beim Mannschaftsrennen über 3000 m der Olympischen Spiele 1912 in Stockholm erreichte er nicht das Ziel, wurde aber wie der Rest des britischen Teams mit einer Bronzemedaille ausgezeichnet. Über 1500 m schied er trotz persönlicher Bestzeit von 4:11,2 min im Vorlauf aus.